# Mont Férion
Le mont Férion (1 412 m) dans les Préalpes de Nice domine les villages de Levens, avec son vaste plateau verdoyant, et de Coaraze, situé sur une petite éminence, dans les Alpes-Maritimes.

## Géographie
C'est le point culminant de la chaîne du Férion, orientée nord-sud, qui délimite, à l'ouest, les communes de Levens et Tourrette-Levens, et à l'est, les communes de Coaraze, Bendejun et Châteauneuf-Villevieille. Au sommet se trouve une tour de guet de la DFCI.
Le col Saint-Michel, sur la commune de Duranus, qui le sépare de la cime de Rocca Sièra, marque la limite nord de la chaîne, qui comprend, en descendant vers le sud :
- la Peïra,
- la baisse de la Minière (ou bouche de Milon),
- le mont Férion,
- la baisse de Bendejun (ou col de Rosa), 916 m,
- la Colla Barma, 944 m,
- la Colla Bassa, 881 m,
- la barre de Lendre,

pour venir se terminer au col de Châteauneuf, à 626 m d'altitude.

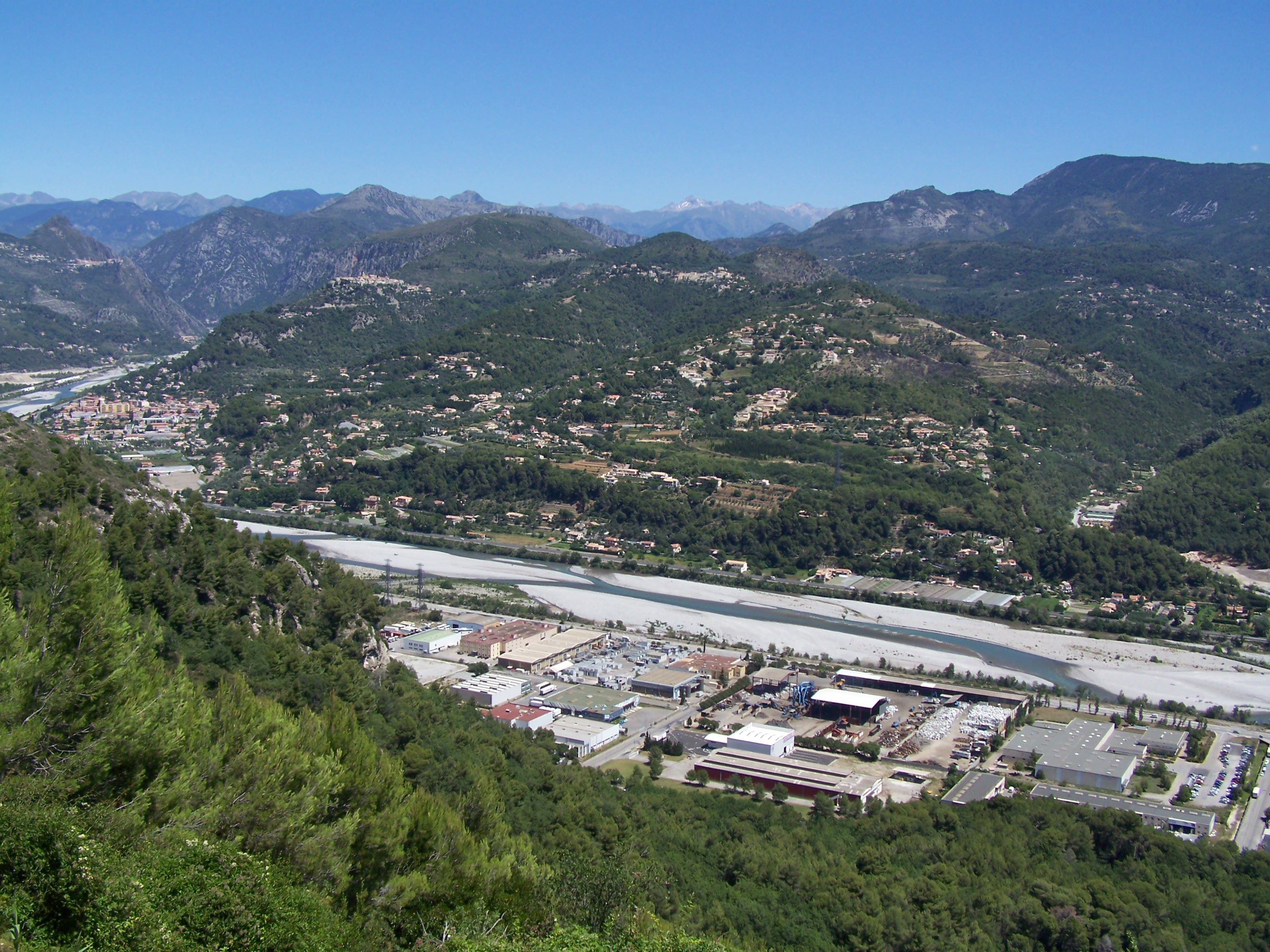
Le Férion (à droite) vu depuis la vallée du Var.
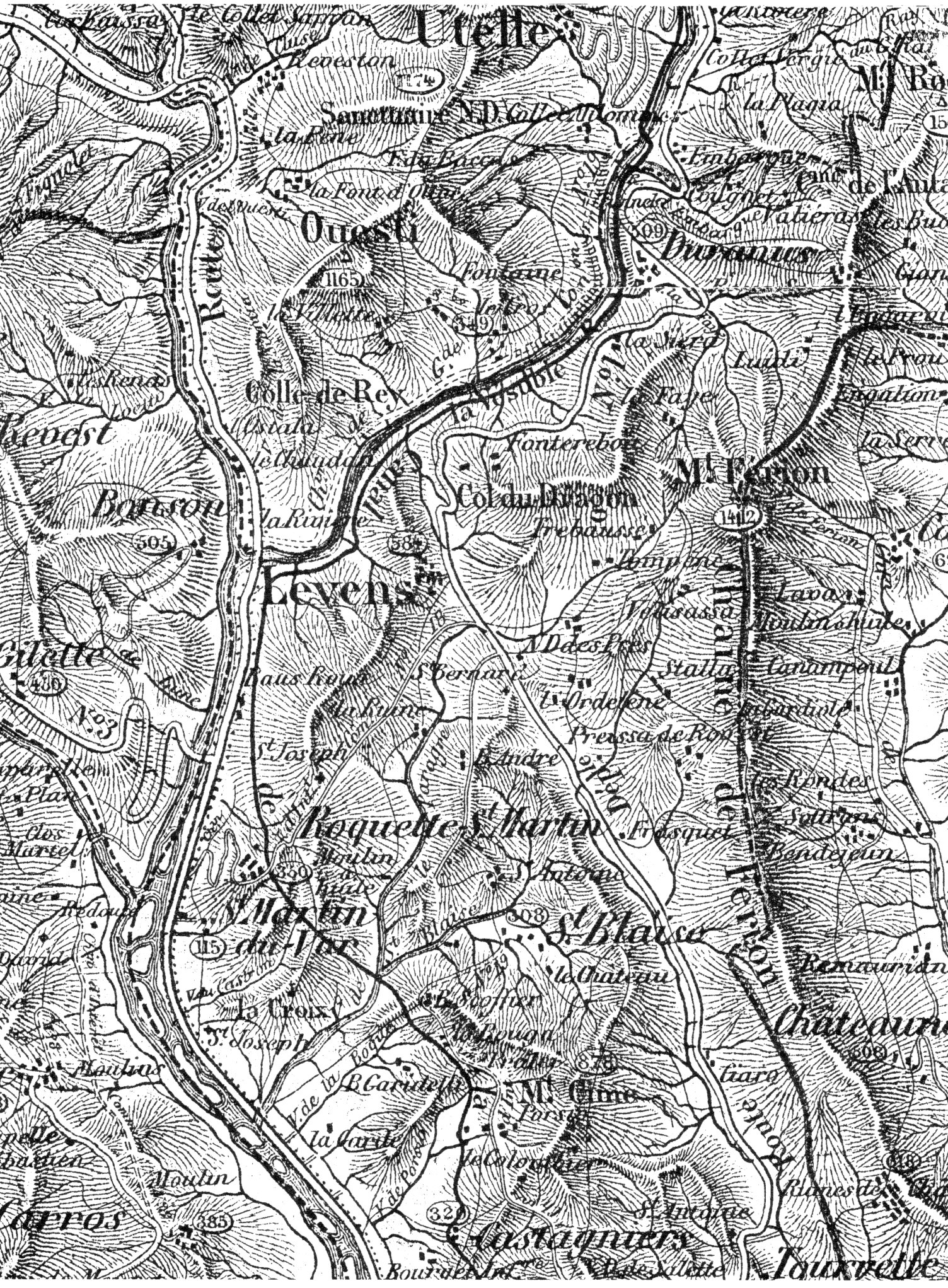
Le Férion sur une carte de 1885.

## Particularités
À proximité du mont Férion a été érigée la chapelle Saint-Michel de Férion, sur le site d'une ancienne commanderie de Templiers au cœur d'une forêt de cèdres,.

## Accès
Les sentiers permettant d'accéder au sommet du mont Férion sont nombreux. Les principaux points de départ sont :
- versant ouest : Levens jusqu'au sommet via la baisse de Bendejun[4], la crête du Férion et la chapelle Saint-Michel (un départ matinal depuis Nice par la ligne 19 Nice-Levens arrêt « Sainte-Claire » et retour permet de réaliser la randonnée dans la journée) ou Levens jusqu'au sommet via le col du Dragon ;
- versant est : Coaraze jusqu'au sommet via la baisse de Bendejun, la crête du Férion et la chapelle Saint-Michel ou Bendejun jusqu'au sommet via Colla Bassa et la baisse de Bendejun.